# Чирка (приток Чирко-Кеми)
Чирка — река в России, протекает в Республике Карелия. Устье реки находится в 220 км по правому берегу реки Чирко-Кеми. Длина реки — 16 км.
Высота истока (озеро Келоярви) — 249,5 м над уровнем моря. Впадает в реку Чирку-Кемь на высоте ниже 193,0 м над уровнем моря.
На своём пути Чирка протекает через озеро Чирку, в которое впадает река Кумша, протекающая через озеро Кумшу.

## Данные водного реестра
По данным государственного водного реестра России относится к Баренцево-Беломорскому бассейновому округу, водохозяйственный участок реки — Кемь от Юшкозерского гидроузла до Кривопорожского гидроузла. Речной бассейн реки — бассейны рек Кольского полуострова и Карелии, впадает в Белое море.
Код объекта в государственном водном реестре — 02020000912102000003655.